# Martin Sitta
Martin Sitta (* 18. listopadu 1968 Jičín ) je český filmový, televizní a divadelní herec.

## Životopis
Vyrostl v Sobotce a v mládí byl členem country kapely Trapas. Po absolvování Divadelní fakulty Akademie múzických umění v Praze přešel do angažmá do Činoherního studia v Ústí nad Labem. Následně hrál čtyři sezóny v pražském Činoherním klubu. V letech 2002–2008 byl členem hereckého souboru Švandova divadla na Smíchově. Poté přešel do angažmá v Divadle Na Jezerce.
Ztvárnil celou řadu televizních a filmových rolí. Jeho první televizní role přišla v roce 1993 v seriálu Uctivá poklona, pane Kohn. Na konci devadesátých a na začátku nultých let ztvárnil řadu malých rolích ve filmech Zapomenuté světlo, Je třeba zabít Sekala, Babí léto a Tmavomodrý svět, či v seriálech Černí baroni nebo O ztracené lásce. V roce 2006 se filmovému publiku představil výraznější rolí Jardy ve filmové komedii Účastníci zájezdu podle stejnojmenné předlohy Michala Viewegha.
V roce 2009 na sebe upoutal pozornost rolí mafiána Drobečka v krimi seriálu Expozitura. Ve stejném roce se poprvé objevil i v seriálu Vyprávěj, kde účinkoval až do roku 2013. V seriálu si zahrál Jiřího Krbce, bývalého vojáka a kolegu hlavního hrdiny Karla Dvořáka (v podání Romana Vojtka). V roce 2020 ztvárnil vedlejší roli veterináře v seriálu Slunečná.

## Filmografie

### Film
| Rok  | Název filmu                               | Role                |
| ---- | ----------------------------------------- | ------------------- |
| 1996 | Zapomenuté světlo                         | klempíř             |
| 1998 | Je třeba zabít Sekala                     | mladý Oberva        |
| 2000 | Anděl Exit                                | Činča               |
| 2001 | Babí léto                                 | Král                |
| 2001 | Tmavomodrý svět                           |                     |
| 2002 | Konec jedince (studentský film)           | strojvůdce          |
| 2006 | Účastníci zájezdu                         | Jarda               |
| 2006 | Prachy dělaj člověka                      |                     |
| 2007 | Crash Road                                | dopravák            |
| 2007 | O život                                   | policista           |
| 2007 | Václav                                    | vetešník            |
| 2008 | Bobule                                    | Jozífek             |
| 2009 | Country Club: První směna                 |                     |
| 2010 | Habermannův mlýn                          | Svoboda             |
| 2011 | Rekvalifikace                             | instalatér          |
| 2013 | Franta a Jarin: rendez-vous (krátký film) |                     |
| 2013 | Něžné vlny                                | učitel tělocviku    |
| 2014 | Andělé všedního dne                       | Karlův kolega       |
| 2016 | Zloději zelených koní                     | Knírač              |
| 2016 | Rudý kapitán                              | Paco „Kuky“ Kukačka |
| 2017 | 8 hlav šílenství                          | dozorce             |
| 2018 | Tátova volha                              | kolotočář           |
| 2018 | Ten, kdo tě miloval                       | mafián Pecold       |
| 2018 | Teambuilding                              |                     |
| 2018 | Dukátová skála                            | hospodský Martin    |
| 2019 | Na střeše                                 | prodavač v trafice  |
| 2019 | Teroristka                                | myslivec Bobšovský  |
| 2019 | Úhoři mají nabito                         | Musil               |
| 2020 | Šarlatán                                  | generál             |
| 2020 | Daria                                     | taxikář             |
| 2020 | Casting na lásku                          | manžel Stely        |
| 2020 | Mstitel                                   |                     |
| 2020 | Protihráč (studentský film)               |                     |
| 2021 | Prvok, Šampón, Tečka a Karel              | Tečkův kolega       |

|2024 Sex o'clock. [Vedoucí stavby]

### Televize
| Rok       | Název                          | Role                           | Poznámky                                            |
| --------- | ------------------------------ | ------------------------------ | --------------------------------------------------- |
| 1994      | Uctivá poklona, pane Kohn      | prodavač                       | seriál, díl: „Vlakem na Vídeň“                      |
| 1994      | Kočka na kolejích              |                                | televizní film                                      |
| 1996      | Jak se dělá opera              | muž v bazénu                   | televizní film                                      |
| 1996      | Periferie                      |                                | televizní film                                      |
| 1997      | Červený kamínek                | mládenec                       | televizní film                                      |
| 1998      | Na lavici obžalovaných justice | Roman Blažek                   | seriál, díl: „Překvapení“                           |
| 1998      | Život na zámku                 |                                | seriál                                              |
| 1999      | Policajti z předměstí          |                                | seriál                                              |
| 1999      | Zimní víla                     | podomek Jakub                  | televizní film                                      |
| 1999      | Návštěva staré dámy            | průvodčí                       | televizní film                                      |
| 1999      | Ctirad a Šárka v Šárce         |                                | televizní film                                      |
| 1999      | Jistota                        | vymahač                        | televizní film                                      |
| 2002      | O ztracené lásce               | Jiříček                        | seriál                                              |
| 2003      | Nezvěstný                      |                                | televizní film                                      |
| 2003      | Malovaný děti                  |                                | televizní film                                      |
| 2004      | Černí baroni                   | generál                        | seriál                                              |
| 2005      | Jasnovidec                     |                                | televizní film                                      |
| 2005      | To nevymyslíš!                 |                                | seriál, díl: „Linka 158“                            |
| 2005      | Strážce duší                   | Mamut                          | seriál                                              |
| 2005      | Dobrá čtvrť                    | agent na nádraží               | seriál                                              |
| 2006      | Letiště                        | bulvární novinář               | seriál                                              |
| 2007      | Stop                           | zlý policista                  | televizní film                                      |
| 2008      | Bekyně mniška                  | Kundrát                        | televizní film                                      |
| 2008      | Tajemství dešťového pokladu    | Soukup                         | televizní film                                      |
| 2008      | Ztracený princ                 | arkadský válečník v krčmě      | televizní film                                      |
| 2009      | Expozitura                     | Drobeček                       | seriál, vedlejší role                               |
| 2009      | Hospoda U bílé kočky           | Borita                         | televizní film                                      |
| 2009–2013 | Vyprávěj                       | Jiří Krbec                     | seriál, vedlejší role                               |
| 2010      | Doktor pro zvláštní případy    | Cyril Kadlec                   | televizní film                                      |
| 2010      | Sama v čase normálnosti        | malíř pokojů Vacek             | televizní film                                      |
| 2010      | Vyprávěj – ohlédnutí           | Jiří Krbec                     | televizní film                                      |
| 2010      | Ach, ty vraždy!                | první svalovec                 | seriál, díl: „Zabijáci doktorky Kalendové“          |
| 2011      | Kriminálka Anděl               | bezdomovec                     | seriál, díl: „Slušný chlapec“                       |
| 2013      | Hořící keř                     | řidič sanitky                  | televizní minisérie                                 |
| 2013      | Cirkus Bukowsky                | Jarek                          | seriál                                              |
| 2013      | PanMáma                        | Krákora                        | seriál                                              |
| 2014      | První republika                | dělník Vacek                   | seriál                                              |
| 2014      | Případy 1. oddělení            | Modrák                         | seriál, díl: „Fantom z Jižáku“                      |
| 2014      | České století                  | estébák                        | televizní cyklus, díl: „Musíme se dohodnout (1968)“ |
| 2014      | Až po uši                      |                                | seriál                                              |
| 2014      | Škoda lásky                    | zaměstnanec Sázavských skláren | seriál, díl: „Idyla na konci léta“                  |
| 2015      | Vinaři                         | Kamil, Waldemarův pomocník     | seriál, 2 díly                                      |
| 2015      | Mamon                          | Josef Uher                     | seriál, vedlejší role                               |
| 2016      | Pustina                        | Pavel Abrhám                   | seriál                                              |
| 2017      | Četníci z Luhačovic            | Libor Vaněk                    | seriál, 3 díly                                      |
| 2017      | Polda                          | Bohdan Romanov                 | seriál, díl: „Páté přikázání“                       |
| 2017      | Policie Modrava                | provozní okrasné školky        | seriál, díl: „Magická síla“                         |
| 2017      | Kapitán Exner                  | Karel Buš                      | seriál, 2 díly                                      |
| 2017–2018 | Ohnivý kuře                    | Josef Kroupa                   | seriál                                              |
| 2017–2019 | Modrý kód                      | Miroslav Hojer                 | seriál                                              |
| 2018      | Dáma a Král                    |                                | seriál, díl: „Jak ukrást Rembrandta“                |
| 2018      | Specialisté                    | Matulka                        | seriál, díl: „Zaostřeno“                            |
| 2018      | Kouzelník Žito                 | statkář                        | televizní film                                      |
| 2019      | Bez vědomí                     |                                | seriál, 3. díl                                      |
| 2019      | Rapl                           | Švojgr                         | seriál, 2 díly                                      |
| 2019–2020 | Kameňák                        | šenkýř                         | seriál                                              |
| 2020      | Místo zločinu Ostrava          | Slíz                           | seriál, díl: „Kilometr pod zemí“                    |
| 2020–     | Slunečná                       | MVDr. Martin Kabát             | seriál, vedlejší role                               |
| 2023-     | Jedna rodina                   | Josef Hála                     | seriál, vedlejší role                               |
| 2024-     | ZOO                            | Robert Jung                    | Tv Prima, řada dílů                                 |
| 2024-     | Kamarádi                       | Aleš Buchta                    | seriál, vedlejší role                               |

## Divadelní role, výběr
- 1999 William Shakespeare: Jak se vám líbí, William, Letní shakespearovské slavnosti, režie Michal Lang[6]
- 2005 Molière: Škola pro ženy, Alan, Švandovo divadlo na Smíchově, režie Daniel Hrbek
- 2006 František Langer: Periferie, Barborka, Švandovo divadlo, režie Daniel Hrbek
- 2007 Niccolò Machiavelli: Mandragora, Syr, Švandovo divadlo, režie Daniel Hrbek
- 2010 Petr Jarchovský, Jan Hřebejk: Musíme si pomáhat, soused František, Divadlo Na Jezerce, režie Jan Hřebejk
- 2011 William Shakespeare: Othello, Othello, Divadlo Na Jezerce, režie Jan Hrušínský
- 2014 Jiří Hubač: Generálka, Poppleton, Divadlo Na Jezerce, režie Radek Balaš
- 2015 Evžen Boček: Poslední aristokratka, kastelán Josef, Divadlo Na Jezerce, režie Arnošt Goldflam
- 2017 Timur Vermes: Už je tady zas!, stánkař / moderátor Gagmez / doktor, Divadlo Na Jezerce, režie Matěj Balcar
- 2018 Zdeněk Jirotka: Saturnin, dědeček, Divadlo Na Jezerce, režie Petr Vacek